# Palaeontologica Belgica
Palaeontologica Belgica (ˌpælɪɒnˈtɒlgɪkə ˈbɛlgɪkə) is een paleontologische onderzoeksorganisatie die zich inzet voor de promotie, ondersteuning, popularisatie en bescherming van de Belgische paleontologie in al zijn facetten. De organisatie werd opgericht in 2020 en is een vereniging zonder winstoogmerk (vzw) die onafhankelijk opereert. De stichtende leden zijn afkomstig uit diverse Belgische aardwetenschappenpelijke organisaties en werken projectmatig aan verschillende paleontologische initiatieven. Naast een samenwerking met federale onderzoeksinstellingen, de academische wereld en diverse buitenlandse organisaties, gaat er ook veel aandacht uit naar burgerwetenschappen (citizen science), educatieve projecten en voorlichting van het publiek. Regelmatig verschijnen er artikels in diverse (inter)nationale tijdschriften over uitgevoerd paleontologisch onderzoek in België of onderzoek met een Belgische link.

## Deontologie
Statutair staat vermeld dat de organisatie gekant is tegen het commercieel verhandelen van natuurhistorische objecten en hierover wil sensibiliseren naar het grote publiek. Daarnaast is ook de eerbiediging en bescherming van aardwetenschappelijk patrimonium een belangrijk onderwerp. Om hieraan gehoor te geven, is Palaeontologica Belgica aangesloten bij de Belgische Raad voor Aardwetenschappen (RAW-CST), waar het de deontologische erecode onderschrijft en uitdraagt. Op deze manier hoopt het wanpraktijken zoals vindplaatsvernieling, georganiseerd plunderen van kwetsbare locaties en het illegaal betreden van beschermde geo-sites, een halt toe te roepen.

## Maatschappelijk debat
Een andere belangrijke missie omvat de deelname aan het maatschappelijk debat tussen wetenschap en samenleving. Er is de wens dat de paleontologie in het klimaatdebat meer op de voorgrond moet treden als sensibilisatie-orgaan om de impact van klimaatverandering te duiden. Aan de hand van duidelijke en onweerlegbare feiten uit het fossielenarchief kan ze een belangrijke rol spelen naar beleidsmakers toe. Via talloze internationale peerreview-onderzoeken is er een duidelijk beeld wat de impact van klimatologische omwentelingen op de biosfeer kan omvatten. Daarnaast zet de organisatie zich eveneens in om fossielen en paleontologische collecties te laten herkennen als waardevol wetenschappelijk en cultureel erfgoed.

## Wetenschappelijke erkenning
Aangezien paleontologie en aardwetenschappen in het algemeen weinig aandacht genieten binnen het middelbaar onderwijs, bestaat er een lacune in kennis over de inhoud, methodes en resultaten van deze historische wetenschap. Doordat de paleontologie zich in het raakveld tussen geologie en biologie bevindt, krijgt het in de lessen biologie of aardrijkskunde niet de nodige aandacht. De huidige STEM (Science Technology Engineering and Mathematics) richting binnen het onderwijs dreigt voor een verdere uitholling van de kennis omtrent paleontologie te zorgen. Om dit hiaat op te vullen is het streven de paleontologie meer onder de aandacht te brengen.
Binnen het politiek en juridisch veld is er een goede omkadering en bescherming van archeologische artefacten en (on)roerend erfgoed. In de Belgische wetgeving staat daartegenover geen enkele omkadering voor de bescherming van paleontologisch erfgoed of onderzoek. Via het maatschappelijk debat en overleg met het politieke veld tracht Palaeontologica Belgica te komen tot een betere aflijning en bescherming van waardevol paleontologisch erfgoed en steun te vinden voor paleontologisch onderzoek op Belgische bodem. In deze context kunnen verzamelaars, onderzoekers en burgerwetenschappers nauw met elkaar samenwerken.

## Kritisch
Palaeontologica Belgica onderhoudt dezelfde filosofie als SKEPP (Studiekring voor de Kritische Evaluatie van Pseudowetenschappen en het Paranormale) en kant zich tegen elke organisatie die de aardwetenschappen, paleontologie en evolutieleer interpreteren, verdraaien of misbruiken voor het prediken van wetenschappelijk onbewezen hypotheses. De organisatie verzet zich tegen creationistische, ideologische en religieuze dogma's.

## Louis De Pauw & Palaeontologica Belgica Award
Elk jaar bekroont Palaeontologica Belgica een burgerwetenschapper of student die zich op bijzondere wijze heeft ingezet voor de Belgische paleontologie. De prijs is vernoemd naar Louis De Pauw (1844-1918), autodidact en voormalig preparateur aan het Museum voor Natuurwetenschappen te Brussel en conservator van de zoölogische collecties aan de Vrije Universiteit van Brussel (VUB-ULB). Hij speelde een grote rol in de berging en opstelling van de iguanodons van Bernissart en de mammoet van Lier. Historisch gezien de meest iconische topstukken van de Belgische paleontologie.
Op de jaarlijkse ceremonie wordt ook een prijs uitgereikt aan een professionele paleontoloog. Deze Paleontologica Belgica award is een erkenning voor de moderne paleontoloog die pro-actief samenwerkt met burgerwetenschappers en bijdraagt aan de Belgische paleontologie. De winnaar van de prijs krijgt ook een erelidmaatschap toegekend.